# Ekrem Jevrić
Ekrem (Gospoda) Jevrić, född 25 oktober 1957 i Plav, Jugoslavien, död 4 mars 2016 i New York, USA, var en montenegrinsk folksångare. Hans YouTube-video "Kuca Poso" gav honom mycket popularitet i forna Jugoslavien och har över 12 miljoner visningar.
1985 gifte han sig med sin fru Igbala. Han flyttade till Kanada 1988 och strax därefter till USA. Han fick fyra söner som alla bor i New York, USA. Jevrić spelade in sin första skiva Kuca Poso i mars 2010. 